# River Ock (Themse)
Der River Ock ist ein Wasserlauf in Oxfordshire, England. Er entsteht südlich von Little Coxwell. Er fließt zunächst in südlicher Richtung  und passiert Longcot im Westen. Südlich dieses Ortes wendet er sich in einer östlichen Richtung, in die er bis zu seiner Mündung in die Themse in Abingdon fließt.